# Matfield
Matfield is een klein dorp, nabij Brenchley, in de Tunbridge Wells in het Engelse Kent. Een bekende kerk in het dorp is de Ebenezer Church.

## Bekende personen
- Siegfried Sassoon (1886–1967), dichter, geboren in Matfield.
- Theresa Thornycroft (1853–1946), beeldhouwer, woonde in Matfield.
- Alan Watt (1907–1974), cricketspeler, woonde in Matfield
- Harrison Weir (1824–1906), artiest, woonde in Matfield

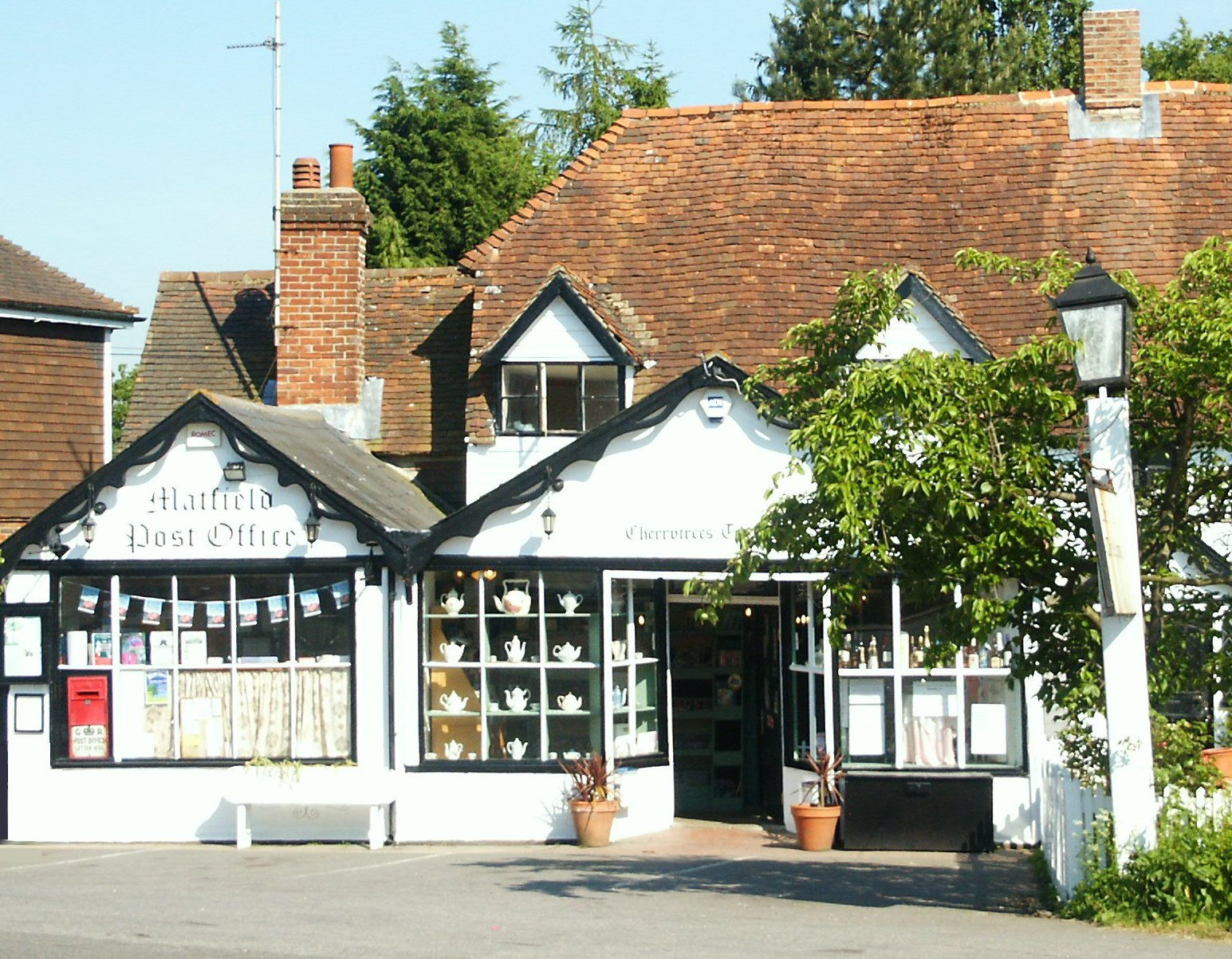
Postkantoor Matfield